# مارتين لويس
مارتين لويس (بالإنجليزية: Martyn Lewis)‏ (و. 1945  م) هو صحفي ويلزي، ولد في سوانزي.

## التعليم
تعلم في Dalriada School ‏.

## جوائز
حصل على جوائز منها:
- جائزة المنافسة العامة [الإنجليزية]‏ (1946)
- قائد الفنون والآداب

## وصلات خارجية
- مارتين لويس على موقع IMDb (الإنجليزية)
- مارتين لويس على موقع قاعدة بيانات الفيلم (الإنجليزية)

- مارتين لويس في قاعدة بيانات الأفلام على الإنترنت